# Пантелеймон (лінійний корабель, 1824)
«Париж» (рос. дореф. «Пантелеимонъ») — 80-гарматний вітрильний лінійний корабель Чорноморського флоту Російської імперії.

## Опис
Вітрильний 80-гарматний двопалубний лінійний корабель. Вартість будівництва корпусу корабля становила 816 557 рублів. Місткість судна становила 1927 тонн, довжина — 54,9 метра, ширина — 14,8 метра, осадка — 6,3 метра. Середня швідкість корабля при вітрі 5 балів сягала 9 вузлів.
Озброєння корабля становила 80 гармат. Батарея «Пантелеймону» складалося з двадцяти восьми 36-фунтових короткоствольних гармат на нижній палубі, на верхній палубі розміщувалися тридцять 24-фунтових гармат. Ще вісімнадцять 8-фунтових гармат або 24-фунтових карронад знаходилося на баці і чвертьпалубі.
Назва корабля спадкова — від петровського корабля «Пантелеймон-Вікторія», що отримав назву на згадку про двох морських перемогах Російської імперії в день Святого Пантелеймона: 27 липня 1714 року коло Гангута і у 1720 році коло Гренгама.

## Історія
Закладений у Миколаєві на стапелі Миколаївського адміралтейства 17 жовтня 1823 року, головний будівник — корабельний майстер 6-го класу І. С. Разумов, в добудові корабля брав участь помічник корабельного майстра І. Д. Воробйов. Після спуску на воду 8 листопада 1824 року, у 1825 році перейшов до Севастополя і увійшов до складу Чорноморського флоту Російської імперії.

### Російсько-турецька війна
Брав участь у російсько-турецькій війні 1828—1829 років. 21 квітня 1828 року в складі ескадри під прапором віцеадмірала О. С. Грейга вийшов із Севастополя до Анапи. 7 травня ескадра підійшла до фортеці Анапа і з дистанції 4—5 кабельтових почала бомбардування фортеці. Під час облоги, в ніч на 20 травня, російськими гребними суднами, під командуванням капітан-лейтенанта Г. І. Немтінова прямо під стінами фортеці було захоплено 3 турецькі судна. Після завдання фортеці серйозних руйнувань з кораблів був висаджений десант. 12 червня турки здали фортецю віцеадміралу Грейгу. Від вогню у відповідь корабель отримав 15 пробоїн, 9 пошкоджень рангоута і 22 пошкодження такелажу.
Після капітуляції Анапи у складі ескадри вийшов у море 3 липня і, не заходячи до Севастополя, до 13 липня прибув у Коварну.

#### Облога Варни
Брав участь у блокаді Варни. 22 липня 1828 року спільно з іншими кораблями флоту перейшов до Варни, де двічі займав позицію для її обстрілу.
З 26 липня по 7 серпня по кілька кораблів одночасно вели систематичний вогонь, по черзі обстрілюючи фортецю. 7 серпня о десятій годині ранку лінійні кораблі «Пантелеймон», «Париж», «Імператор Франц», «Пимен», «Пармен», «Іоанн Златоуст», «Норд-Адлер» і «Скорий» підійшли до фортеці та відкрили масований артилерійський вогонь. Кожен корабель, проходячи вздовж фортеці під малими вітрилами, відкривав вогонь і ставав знову на своє місце. Такий обстріл тривав щодня до 29 вересня.
13 вересня пішов до Одеси з хворими і пораненими на борту. 25 вересня доставив у Варну з Одеси дипломатичний корпус, а 2 жовтня пішов із ним до Одеси.

#### Босфорські експедиції
17 січня 1829 року в складі загону контрадмірала Й. І. Стожевського виходив у крейсерство до протоки Босфор. 15 лютого на чолі ескадри під прапором контрадмірала М. М. Кумані брав участь у бомбардуванні Сизополя і висадці російського десанту, який захопив фортецю. 11 березня у складі загону бомбардував фортецю Ахіолло, але через шторм, що розпочався, змушений був піти в Сизополь.
19 квітня 1829 року «Пантелеймон» в складі ескадри під прапором адмірала Грейга прибув на сизопольський рейд із Севастополя. Основне завдання ескадри адмірала Грейга полягало у припиненні можливості виходу турецького флоту з Босфору до Чорного моря. Також ставилося завдання сприяти сухопутним військам фельдмаршалів І. І. Дібіча та І. Ф. Паскевича.
Із 6 травня до 11 червня «Пантелеймон» перебував на ремонті в Севастополі. До жовтня 1829 року неодноразово виходив у крейсерство у складі ескадр і загонів до протоки Босфор. 7 жовтня після відходу флоту залишився в Сизополі.

### Після війни
Під час військової кампанії Російської імперії 1830 року перебував у складі ескадри контрадмірала М. М. Кумані, що здійснювала перевезення російських військ з портів Румелії до Російської імперії.
У 1833 році брав участь в експедиції Чорноморського флоту на Босфор. У травні 1833 року прийшов у Буюк-дере, доставивши провіант для ескадри, а 28 червня, прийнявши на борт війська, з ескадрою вийшов із Босфору. Висадивши війська у Феодосії, 22 липня повернувся до Севастополя. 

Під час експедиції корабель перебував у поганому стані. Начальник штабу Чорноморського флоту М. П. Лазарєв писав своєму другові Шестакову, характеризуючи стан кораблів ескадри:
Невеликий вітерець, що я мав із Феодосії, довів, що з 11 кораблів, яких Чорноморський флот мав у Босфорі, придатних тільки шість, а решта гнилі як у корпусі, так і в рангоуті. «Париж» геть гнив, і треба дивуватися, як він не розвалився. «Пимен», окрім гнилизни в корпусі, має всі щогли та бушприт гнилими до такої міри, що крізь фок-щоглу проткнули залізний шомпол наскрізь! Як вона трималася, дивно. «Пантелеймон» також увесь гнив, а фрегат «Штандарт» від сильної течії, що відкрилася, ледь не потонув. Отже, Чорноморський флот нині складається з 6 тільки придатних кораблів.
У 1834 році у складі ескадри перебував у практичному плаванні в Чорному морі. У 1838 році «Пантелеймон» переобладнано на блокшив.

## Командири
- Ф. І. Горбаненко (1824—1825);
- С. А. Есмонт (1828—1835).